# Enterprise 2.0
Il termine Enterprise 2.0 descrive un insieme di approcci organizzativi e tecnologici orientati all'abilitazione di nuovi modelli aziendali basati sul coinvolgimento diffuso, la collaborazione emergente, la condivisione della conoscenza e lo sviluppo e valorizzazione di reti sociali interne ed esterne all'organizzazione. 
Dal punto di vista organizzativo l'Enterprise 2.0 è volto a rispondere alle nuove caratteristiche ed esigenze delle persone ed a stimolare flessibilità, adattabilità ed innovazione.
Dal punto di vista tecnologico l'Enterprise 2.0 comprende l'applicazione di strumenti di social computing riconducibili al cosiddetto Web 2.0 - ovvero blog, wiki, RSS e folksonomie – e, in un'accezione allargata, l'adozione di nuovi approcci tecnologici ed infrastrutturali come SOA, BPM, RIA e di nuovi modelli di offerta come il Software-as-a-Service.

## Terminologia
Enterprise 2.0 deriva dal Web 2.0 ed è spesso usato per indicare l'introduzione e l'implementazione di social software all'interno di un'impresa, ed i cambiamenti sociali ed organizzativi ad esso associati. Il termine è stato coniato da Andrew McAfee, professore della Harvard Business School, nel paper seminale “Enterprise 2.0: The Dawn of Emergent Collaboration”, pubblicato sul MIT Sloan Management Review.
Al concetto di Enterprise 2.0 sono state date diverse altre definizioni: a titolo di esempio, Enterprise Web 2.0 per Dion Hinchcliffe e Social Computing per Forrester.

## Definizione
La definizione puntuale secondo McAfee di Enterprise 2.0 è: l'uso in modalità emergente di piattaforme di social software all'interno delle aziende o tra le aziende ed i propri partner e clienti.
Per l'Osservatorio Enterprise 2.0 della School of Management del Politecnico di Milano, il termine indica una visione molto più ampia di evoluzione del modello organizzativo e tecnologico dell'impresa che comprende la creazione di una architettura adattativa (SOA e BPM), l'applicazione di strumenti collaborativi tipici del Web 2.0 e l'utilizzo della tecnologia come piattaforma abilitante dei processi e delle relazioni (Virtual Workspace).

## L'applicazione del paradigma 2.0 all'impresa
A titolo esemplificativo, alcuni strumenti specifici dell'Enterprise 2.0 sono:
- Motori di ricerca su dati non strutturati
- Wiki
- Weblog
- Social bookmarking e folksonomia
- Feed RSS
- Collaborative planning software per la pianificazione e la gestione di progetti "condivisa"
- Social network
- Real-time Communication come chat, audio e video conferencing ed ambienti virtuali
- Prediction Market per le previsioni di vendita, risk management ed identificazione di prodotti, progetti o idee di successo
- SOA
- BPM
- Mash-up ed Open API
- L'applicazione dell'Enterprise 2.0 per la creazione di un'impresa dal modello organizzativo aperto e in connessione con le altre imprese appartenenti alla medesima cataena di produzione del valore, è alla base del concetto di Extended Enterprise